# François Gomez

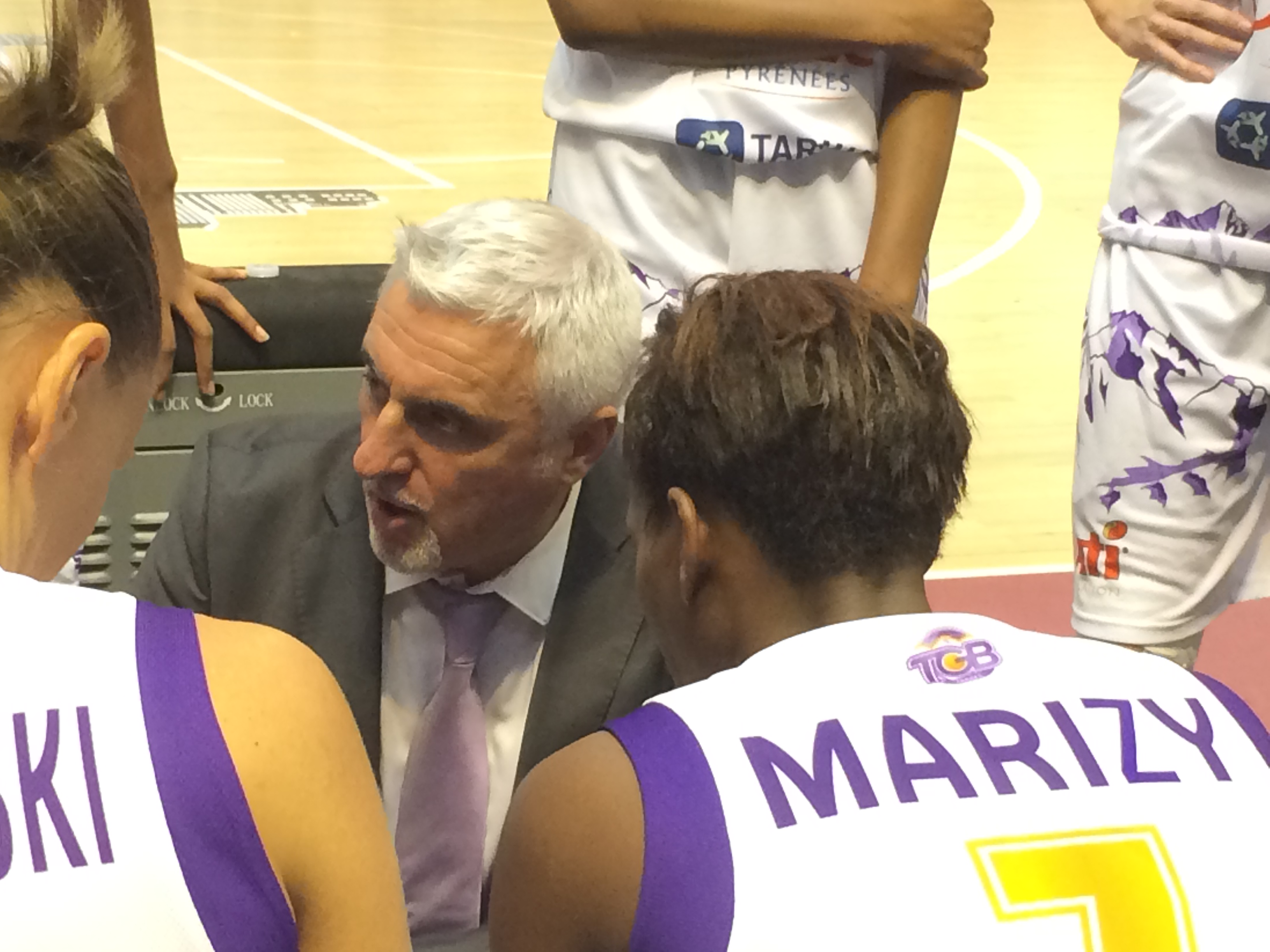
Gomez 2016.

François Gomez, född 7 december 1960, är en fransk baskettränare som är förbundskapten för Sveriges damlandslag i basket. Gomez presenterades som förbundskapten för Sverige i februari 2017 och är också tränare för Tarbes i den franska högstaligan.
Han har vunnit EM-silver och EM-brons med Frankrikes U18-lag.